# Ganymedes 3
Ganymedes 3 is een sciencefictionverhalenbundel uit 1978 uitgegeven door A.W. Bruna Uitgevers.

## Achtergrond
Schrijvers, vertalers en lezers van sciencefiction konden hun eigen verhaal insturen naar Bruna om opgenomen te worden in de bundelreeks Ganymedes, die uiteindelijk tien delen zou krijgen. Ganymedes 3 was de derde bundel,  Ganymedes 4 was de laatste bundel in de genummerde Bruna SF-reeks. Verdere bundels werden uitgebracht als Zwarte Beertjes. De verhalen werden uitgekozen door Vincent van der Linden.

## Korte verhalen
1. John Vermeulen: Bedorven vlees
2. Julien Van Remoortere: Droom
3. Frank Roger: De blauwdrukken
4. Peter Cuijpers: Het eeuwig leven
5. Guido Eekhaut: Rust na de storm
6. Paul van Herck: De wind
7. Eddy C. Bertin: Berlijn, ze branden je muren neer
8. Johan Nuiten: A Christmas Carol
9. Katty Lensen: "Dit zijn mijn geboden"
10. Léon van der Plas: Dokter, ik voel mij niet zo goed
11. Caren Peeters: Alfa en omega
12. Wim Burkunk: Waar is de tijd gebleven…
13. Piet Valkman: Zwarte terreur
14. Julien van Remoortere: Advent
15. Thomas Wintner: Een nieuwe oekel
16. Manuel van Loggem: De tweede man
17. P. Sanders: Poppenspel
18. Alex Reufels: De squatters